# Jetix
Jetix was de primaire kindertelevisiezender van ABC Family Worldwide, een (indirect) onderdeel van The Walt Disney Company. Voor 2002 bestond ABC Family onder de naam Fox Family Worldwide (onderdeel van Fox Entertainment Group en Saban Entertainment) en beheerde het de Jetix-voorloper Fox Kids.

## Jetix in Nederland
In Nederland bestond Jetix van 13 februari 2005 tot 1 januari 2010. De zender begon hier als opvolger van Fox Kids.

## Jetix in de rest van de wereld
Jetix zond wereldwijd in meerdere landen uit. Elke Jetixzender zond een aantal lokale zelfgemaakte programma's uit, en een aantal tekenfilms, gericht op kinderen tot 12 jaar.
In Frankrijk is Jetix op 1 april 2009 omgedoopt tot Disney XD. In het Verenigd Koninkrijk werd Jetix op 31 augustus 2009 omgedoopt tot Disney XD. De meeste Europese varianten zijn in het najaar van 2009 hernoemd naar Disney XD, evenals het Amerikaanse Jetix, dat in februari 2009 ook al hernoemd werd naar Disney XD. Sinds 1 januari 2010 is ook Jetix in Nederland omgedoopt tot Disney XD.